# Hewitt (Familienname)
Hewitt ist ein englischer Familienname.

## Herkunft und Bedeutung
Hewitt ist ein Patronym und bedeutet Sohn des Hugh.

## Namensträger
- Abram Hewitt (1822–1903), US-amerikanischer Politiker
- Andrea Hewitt (* 1982), neuseeländische Triathletin
- Angela Hewitt (* 1958), kanadische Pianistin
- Ashlee Hewitt (* 1987), US-amerikanische Singer-Songwriterin und Schauspielerin
- Ben Hewitt (1935–1996), US-amerikanischer Rockabilly-Musiker
- Bill Hewitt (1909–1947), US-amerikanischer Footballspieler
- Bob Hewitt (* 1940), australisch-südafrikanischer Tennisspieler
- Carl Hewitt (1944–2022), US-amerikanischer Informatiker
- Charles Gordon Hewitt (1885–1920), britisch-kanadischer Entomologe
- Dalayna Hewitt (* 2000), US-amerikanische Tennisspielerin
- Dave Hewitt (* 1939), irischer Rugby-Union-Spieler
- Donald Hewitt (1922–2009), US-amerikanischer Journalist
- Edgar Ludlow-Hewitt (1886–1973), britischer Luftwaffenoffizier
- Edwin Hewitt (1920–1999), US-amerikanischer Mathematiker
- Emma Hewitt, australische Singer-Songwriterin
- Eric John Hewitt (1919–2001), britischer Pflanzenphysiologe
- Frank Hewitt (1935–2002), US-amerikanischer Jazzpianist des Hardbop
- Gavin Hewitt (* 1951), britischer Fernseh-Moderator
- Gloria Conyers Hewitt (* 1935), US-amerikanische Mathematikerin und Hochschullehrerin
- Goldsmith W. Hewitt (1834–1895), US-amerikanischer Politiker
- Godfrey Hewitt (1940–2013), britischer Evolutionsbiologe und Genetiker
- H. Kent Hewitt (1887–1972), Admiral der US Navy
- Harold Hewitt (* 1938), australischer Ruderer
- Hugh Hewitt (* 1956), US-amerikanischer Autor, Jurist und Journalist
- Jacqueline Hewitt (* 1958), US-amerikanische Astronomin und Astrophysikerin
- James Hewitt (Komponist) (1770–1827), US-amerikanischer Komponist
- James Hewitt (Offizier) (* 1958), britischer Kavallerie-Offizier
- Jason Hewitt (* 1983), britischer Eishockeyspieler
- Jennifer Love Hewitt (* 1979), US-amerikanische Schauspielerin und Sängerin
- Jessica Hewitt (* 1986), kanadische Shorttrackerin
- Joe Hewitt (1881–1971), englischer Fußballspieler
- John Hewitt (Waffenhistoriker) (1807–1878), englischer Antiquitätenhändler und Waffenhistoriker
- John Hewitt (Zoologe) (1880–1961), südafrikanischer Zoologe und Archäologe britischer Herkunft
- John Hewitt (Moderner Fünfkämpfer) (1925–2011), britischer Moderner Fünfkämpfer
- John Hewitt (Fußballspieler) (* 1963), schottischer Fußballspieler
- John Harold Hewitt (1907–1987), irischer Dichter
- John Theodore Hewitt (1868–1954), britischer Chemiker
- John Hill Hewitt (1801–1890), US-amerikanischer Komponist, Lyriker und Zeitungsverleger
- Justin Hewitt (* 2002), Dartspieler aus Gibraltar
- Lauren Hewitt (* 1978), australische Sprinterin
- Lleyton Hewitt (* 1981), australischer Tennisspieler
- Margaret Hewitt (19. Jhdt.–20. Jhdt.) war eine britische Suffragette.
- Martin Hewitt (* 1958), US-amerikanischer Schauspieler
- Mattie Edwards Hewitt (1869–1956), US-amerikanische Fotografin
- Maurice Hewitt (1884–1971), französischer Geiger und Dirigent und Mitglied der Résistance
- Neville Hewitt (* 1993), US-amerikanischer Footballspieler
- Norman Hewitt (* 1968), neuseeländischer Rugby-Union-Spieler
- Patricia Hewitt (* 1948), britische Politikerin der Labour Party
- Pedro Salazar-Hewitt († 2014), chilenischer Sportberater und Pressesprecher
- Peter Hewitt (* 1962), englischer Filmschaffender
- Peter Cooper-Hewitt (1861–1921), US-amerikanischer Elektroingenieur
- Philip Hewitt, neuseeländischer Diplomat
- Ron Hewitt (1928–2001), walisischer Fußballspieler
- Sitara Hewitt (* 1981), kanadische Schauspielerin
- Stephen Hewitt, australischer Curler
- Steve Hewitt (* 1971), englischer Rock-Schlagzeuger
- Zwede Hewitt (* 1989), Sprinter aus Trinidad und Tobago